# Triumfetta grandiflora
Triumfetta grandiflora là một loài thực vật có hoa trong họ Cẩm quỳ. Loài này được Vahl miêu tả khoa học đầu tiên năm 1798.